# دابق (نشریه)
دابق نام نشریه‌ای به زبان‌های عربی و انگلیسی است که داعش آن را در سرزمین‌هایی که در اختیار داشت، منتشر می‌کرد. این نشریه انتشارش متوقف و با مجله رومیه جایگزین شد.

## علت نام‌گذاری
نام این نشریه از دابق که منطقه‌ای از استان حلب در سوریه و در فاصله ۳۵ کیلومتری حلب است بر گرفته شده. این ناحیه شاهد نبرد مرج دابق در همین منطقه بوده‌است. طبق برخی احادیث بین سپاه اسلام و روم نبردی در آخرالزمان در این ناحیه برپا می‌شود که علی‌رغم کشته شدن تعداد زیادی از مسلمانان، به پیروزی نیروهای الهی بر دجال و رومی‌ها منجر می‌گردد.

## صفحات عناوین
نسخه صفحه عنوان تاریخ Link
۱ «بازگشت خلیفه» رمضان ۱۴۳۵
۲ «سیل» رمضان ۱۴۳۵
۳ «فراخوانی برای هجرت» شوال ۱۴۳۵
۴ «صلیبی شکست خورده» ذی الحجه ۱۴۳۵
۵ «باقی ماندن و توسعه پیدا کردن» محرم ۱۴۳۶
۶ «القاعده وزیرستان: بررسی از داخل» ربیع‌الاول ۱۴۳۶
۷ «از نفاق تا کفر: انقضای منطقه خاکستری» ربیع‌الاول ۱۴۳۶
۸ «شریعه به تنهایی بر آفریقا حکمرانی خواهد کرد» جمادی الآخر ۱۴۳۶
۹ «مکرو و مکرالله» شعبان ۱۴۳۶ [۹]
۱۰ «قانون الله و قانون بشر» رمضان ۱۴۳۶ [۱۰]
۱۱ «از نبر الاحزاب تا نبرد با اعتلاف‌ها» ذی القعده ۱۴۳۶ [۱۱]
۱۲ ترور عادلانه
۱۳ رافضیه از ابن سبا تا دجال
۱۴ اخوان المسلمین مرتد
۱۵. صلیب را بشکن

## القاب گروه‌ها و قومیت‌ها در نشریه دابق
در این نشریه از ایرانی‌ها و شیعیان با عنوان رافضی‌ها یاد شده‌است. به کشورهای غربی صلیبی گفته می‌شود و به حکومت سوریه نصیریه گفته می‌شود. به حکومت آل سعود آل سلول گفته می‌شود. پادشاهان کشورهای عربی با عنوان طواغیت العرب شناخته می‌شوند.

## میزان اشاره به ایران
در این نشریه ابتدا دربارهٔ ایران مطالب زیادی منتشر نمی‌شد. اما کم‌کم به ایران اشاره بیشتری شد. تا جایی که در شماره آخر ایران به عنوان از قوی‌ترین دشمن این گروه معرفی شد. در آخرین شماره نشریه داعش اعتقادات شیعیان در مورد امام زمان در یک مقاله مجزا مورد بررسی قرار گرفته‌است. در شماره ۱۳ هم عنوان مجله را از اعتقادات خودشان نسبت به شیعیان گرفته‌اند. کارشناسان داعش در این نشریه شیعیان را با یهودیان مقایسه کرده‌اند و در قسمت‌هایی می نویسند:
"یهودیان تورات را تحریف کرده اند و شیعیان هم قران را تحریف کرد اند. یهودیان هنگامی که سلام می کنند صادقانه سلام نمی‌گویند بلکه می گویند سام الیکم یعنی مرگ بر شما؛ و شیعیان هم همینطور هستند، یهودیان خون و مال همه مسلمانان را حلال می‌دانند شیعیان هم همینطور هستند"